# Кръгозор (издателство)
Издателска къща „Кръгозор“ е основана през 2001 г. С нейната марка се появяват приблизително около 35 нови книги на година. Изданията на „Кръгозор“ са насочени към широк кръг от читатели, като е отделено специално внимание на юношите, модерно мислещите хора и женската публика.
Управител на издателството е Стефка Ангелова, а главен редактор – Анжела Кьосева.
„Кръгозор“ е инициатор и съорганизатор на редица кампании, насочени към младите хора, а също и на събития, популяризиращи четенето. Издателството е изградило добри традиции в работата с медии и обществени организации.
ИК „Кръгозор“ е член на Асоциацията на българските книгоиздатели и партнира с всички големи книгоразпространители на територията на България.

## Издания
ИК „Кръгозор“ издава книги в 4 основни направления:
- учебници и учебни помагала за общообразователните училища и висшите учебни заведения;
- съвременни романи; чиклит; романи за тийнейджъри;
- научнопопулярна литература – енциклопедии; исторически книги; публицистика; популярна психология; бизнес литература;
- здравна литература; диетология.

Сред авторите на издателство са Кандис Бушнел, Софи Кинсела, Лари Уингет, Александра Потър, както и българските авторки на бестселъри Мона Чобан и Юлия Спиридонова - Юлка.
„Кръгозор“ е сред издателствата, ангажирали се с представянето на жанра чиклит, заедно с „Ера“, „Колибри“, „Парадокс“, „Унискорп“ и „Intense“. Но тъкмо „Кръгозор“ издава паралелно със сериала по телевизията романа на Кандис Бушнел „Сексът и градът“. А след това застава и зад първия български проект в жанра – „Сексът не е повод за запознанство“ на приелата псевдонима Мона Чобан българска писателка Цанка Цанкова.
Значимо място в програмата на издателството заема тийнлит поредицата на Юлия Спиридонова – Юлка – с романите „Тина и половина“ (2009), „Графиня Батори. Как се става разбивачка на сърца“ (2010) и „Макс“ (2012). Както и поредицата от фентъзи романи за най-малките – първите два части от трилогията „Страната на сънищата“ – „Любими попътечо“ (2007) и „Кралска кръв“ (2011).